# André Marie Constant Duméril
André Marie Constant Duméril (1. ledna 1774 Amiens – 14. srpna 1860 Paříž) byl francouzský zoolog a lékař.
Pocházel z osmi dětí řadového úředníka a jen díky státnímu stipendiu vystudoval medicínu v Rouenu. V roce 1801 se stal profesorem anatomie na École de médecine de Paris. Působil jako vojenský lékař a věnoval se výzkumu žluté zimnice.
Na počátky jeho vědecké dráhy měli vliv Georges Cuvier, Alexandre Brongniart a Bernard Germain de Lacépède. Od roku 1803 působil v Muséum national d'histoire naturelle, kde nahradil Lacépèda po jeho odchodu do politiky. Zaměřil se na herpetologii, ichtyologii a entomologii a založil vivárium v pařížské Jardin des Plantes. K jeho významným publikacím patří Traité élémentaire d'Histoire naturelle, Zoologie analytique a Erpétologie générale ou Histoire naturelle complète des reptiles.
Jeho nejčastějším spolupracovníkem byl Gabriel Bibron. Společně popsali desítky nových druhů, jako jsou např. zmije gabunská, krajta vodní, chameleon jemenský, ještěrka severoafrická, pelusie černá, nosatka Darwinova nebo pralesnička dvoubarvá. Jako první vyčlenil kmen ramenonožců. K druhům, které jsou po něm pojmenovány, patří kranas Dumerilův, varan Dumérilův nebo hroznýš Dumérilův.
V roce 1816 byl zvolen členem Francouzské akademie věd. V roce 1860 obdržel Řád čestné legie.
Jeho tchánem byl lékař a přírodovědec Daniel Delaroche. Zoologii se věnoval rovněž jeho syn Auguste Duméril.
V pařížské Quartier de la Salpêtrière je po něm pojmenována ulice rue Duméril.